# Ööbikuorg

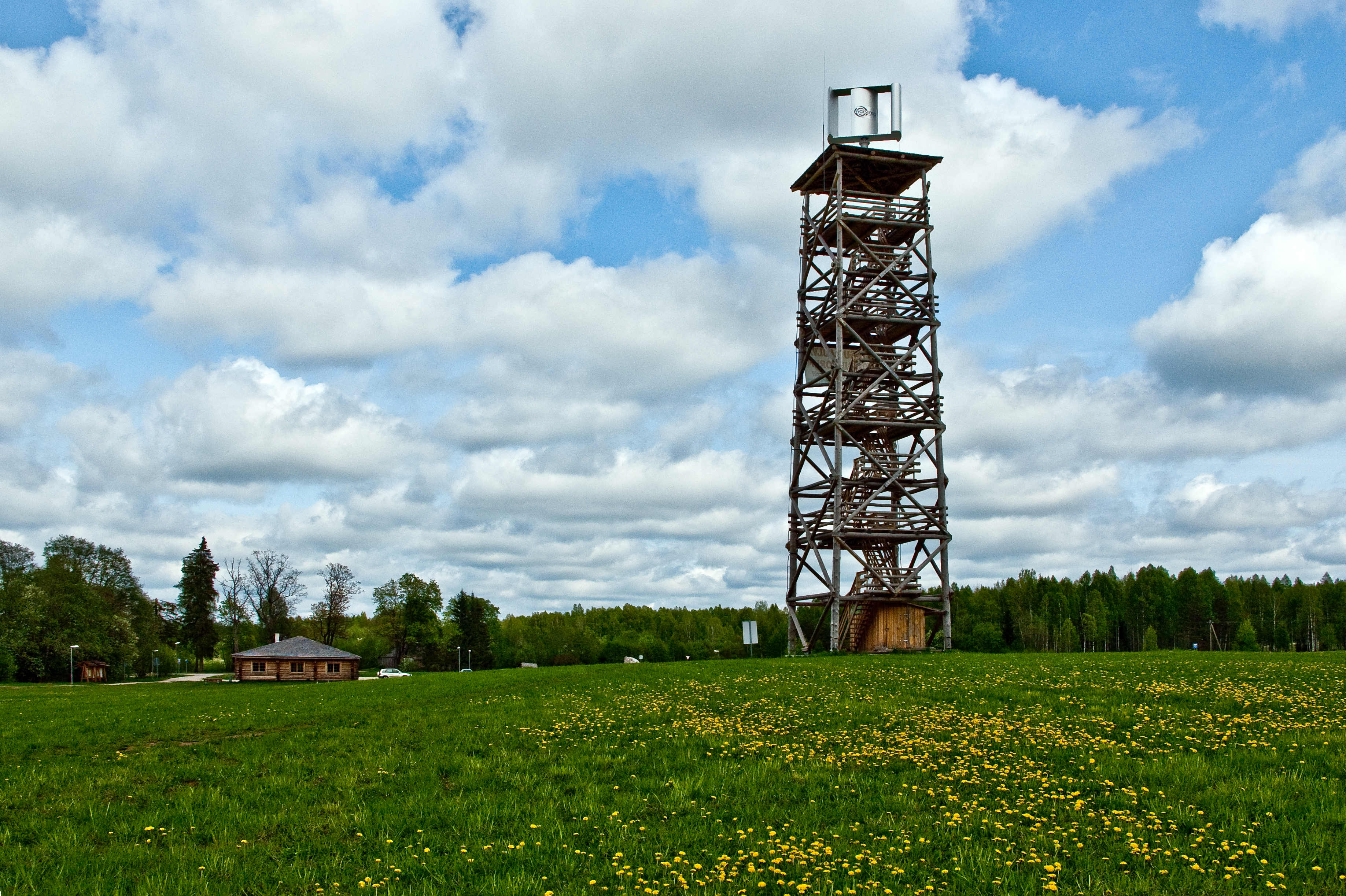
Vid Näktergalsdalen finns det ett gammalt observationstorn med en vindgenerator.

Ööbikuorg ("Näktergalsdalen") är en cirka 300 meter lång och 15 meter djup brant dal i Rõuge i Võrumaa, sydöstra Estland. Den är känd för sina näktergalar.